# Фестиваль цветов в Узбекистане
Фестиваль цветов в Узбекистане (узб. Gul bayrami) — ежегодный весенний фестиваль цветов в Узбекистане, проходящий в Намангане, Ташкенте, Бухаре, Самарканде.

## История
Подобные праздники издавна проводились в горах, на холмах и в садах Узбекистана. Праздник цветов — это одна из самых распространенных традиций в мире. Во многих странах есть специальные праздники, посвященные цветам, в том числе праздник подсолнухов в Греции, хризантем в Японии, георгинам во Франции и розам в Индии.
В Узбекистане традиционным местом проведения праздника цветов — является город Наманган. Первый праздник цветов прошел в Намангане с 24 по 27 августа 1961 года. С тех пор праздник проводится ежегодно. В 2019-м году, по рекомендации главы республики Узбекистан Шавката Мирзиёева праздник получил статус международного фестиваля. В нём принимают участие не только представители Узбекистана, но и других стран мира. Фестиваль также вызывает большой интерес у представителей зарубежных СМИ и туристов.
Там, где сейчас находится парк в Намангане, раньше была улица Гульзор (Цветочный сад). Местные жители умели делать из цветов сок, сахар и цветочный мед. Из листьев и корней цветов умели делать лечебные настойки. Когда слава об этой знаменитой улице дошла до хана Коканда Худояра (правил в 1845—1876 годах), он посетил Наманган и выбрал для застройки улицу Гульзор. Он переселил местное население в другие населенные пункты, построил медресе и другие здания. Однако в октябре 1875 года, во время завоеваний царской России, армия вторглась в Наманган и выбрала медресе в качестве крепости. Территорию медресе переделали в сад губернатора области, а в 1920 году вновь созданное местное правительство взяло территорию под свой контроль и увеличило сад.
Год за годом праздник обретал свою форму и традиции. В течение следующих трех лет сады, цветоводство и сам фестиваль достигли небывалого размаха. Местные жители создавали длинный караван повозок и автомашин, украшенных цветами.

## Организация фестиваля
Организаторами фестиваля являются Министерство туризма и культурного наследия республики Узбекистана, а также хокимият Наманганской области. В рамках фестиваля проводятся праздничные конкурсы флористов. Предприятия и организации, принимающие участие в конкурсе, соревнуются в уникальности дизайна и техники цветочного оформления.
Местом проведения фестиваля является парк культуры и отдыха имени Захириддина Мухаммада Бабура, где высаживаются цветы. В парке и его окрестностях, на площади в 8 гектаров искусство цветоводства показывают 250 мастеров-флористов из различных областей республики Узбекистан, а также из представители дизайнеров ландшафта зарубежных стран.
По итогам фестиваля участники и конкурсанты награждаются призами в различных номинациях. Количество участников фестиваля увеличивается с каждым годом. Хокимият города Наманган проводит праздничные мероприятия в близлежащих парках, аллеях и скверах.
В 2023 году в фестивале приняли участие более 200 компаний и предприятий, которые занимаются разведением цветов в разных областях и городах Узбекистана, а также делегация провинции Юньнань Китая, представившая, помимо цветов, более 70 крупных композиций.
По официальным данным хокимията Наманганской области, фестиваль посетили более 500 тысяч гостей, в том числе из районов области — более 390 тысяч, из других регионов Узбекистана — больше 121 тысяч, из других государств — более 6600. Больше всего гостей прибыло из Кыргызстана — около 6000 человек. Праздник привлек внимание туристов из России, Китая, Турции, Бангладеш и Индии, Южной Кореи, Нидерландов, Германии, Италии, Польши, Таджикистана, Казахстана и Туркменистана. Открывали фестиваль хоким Наманганской области Шавкатжон Абдуразаков, министр культуры Озодбек Назарбеков и другие известные деятели искусства.
В рамках фестиваля кроме выставки цветочных композиций, проводят различные культурные мероприятия, которые демонстрируют разнообразные традиции региона. Гости могут послушать традиционные музыкальные композиции и посмотреть народные танцы. Попробовать блюда местной кухни, познакомиться с традиционными ремесла, таким как вышивка, гончарное дело и ковроткачество.
Кроме Намангана фестиваль цветов ежегодно проводится в других городах Республики: Ташкенте, Бухаре, Самарканде.